# 6233 Kimura
6233 Kimura (1986 CG) là một tiểu hành tinh vành đai chính được phát hiện ngày 8 tháng 2 năm 1986 bởi Inoda và Urata ở Karasuyama.